# Palanca Mare
Palanca Mare este o suburbie medievală a orașului Timișoara. Inițial înconjura prin nord Cetatea, de la vest la est. Un vast incendiu în 1738 a ars zona aproape în întregime. Ulterioara fortificare a cetății, cu o nouă centură de bastioane fortificate de o grosime medie de aproximativ 600 m, întărită la exterior de un câmp non edificabil de 950 m, a dus la dispariția aproape completă a vechii așezări medievale. Noile districte din exterior au fost astfel împinse la 1700-2000 m de centrul cetății.